# Nauquás
Os Nauquás são um grupo indígena que habita o estado brasileiro do Mato Grosso, mais precisamente o centro do Parque Indígena do Xingu.